# 或いはアナーキー
『或いはアナーキー』（あるいはあなーきー）は、日本のロックバンド、BUCK-TICKの19枚目のオリジナルアルバム。2014年6月4日にLingua Soundaから発売された。

## 解説
前作『夢見る宇宙』より約1年9ヶ月ぶりのオリジナルアルバムである。
当アルバムではシュルレアリスム、ダダイスム、ロシア・アヴァンギャルドといった前衛芸術をテーマとして取り入れており、曲中の歌詞やアートワークでもそれらと関連する単語やグラフィックが随所に使用されている。ツアーでも前衛芸術を模した映像効果が披露された。
今井寿によればアルバム名の『或いはアナーキー』とはサブタイトルであり、正式名称は『　　　　　　　　　　- 或いはアナーキー - 』。「見たり、聞いたり、読み、書くことができないモノ、発音も不可能、形而下ではないモノ、形而上」とのことである。

## 収録曲
全編曲：BUCK-TICK
1. DADA DISCO -GJTHBKHTD- [4:36]
  - 作詞・作曲：今井寿

櫻井と今井のツイン・ボーカルによる掛け合いが終始繰り広げられる。
歌詞に「アナーキー」、「ジョニー」、「未来派」、「ブルトン」、「タンギー」、「キャバレー・ヴォルテール」など前衛芸術に関連する言葉が使用されている。なおキャバレー・ヴォルテールとはフランスの哲学者ヴォルテールから取られている。
サビの "Gadji beri bimba(英語版)" とは、ダダイスムの主導者であるフーゴ・バルが1916年5月末にキャバレー・ヴォルテールでの集会で披露した音響詩[3]。
サブタイトルの "-GJTHBKHTD-" は、岡本太郎の格言「芸術は爆発だ」の子音部分を取ったもの。
POLYSICSのハヤシヒロユキがプログラミングで参加。
2. 宇宙サーカス [3:38]
  - 作詞：櫻井敦司、作曲：星野英彦
3. masQue [4:09]
  - 作詞：櫻井敦司、作曲：今井寿
4. Devil'N Angel [3:49]
  - 作詞・作曲：今井寿

EBMの要素を取り入れた楽曲。
5. ボードレールで眠れない [4:43]
  - 作詞・作曲：今井寿

タイトルはフランスの詩人シャルル・ボードレールから取られている。
6. メランコリア [4:56]
  - 作詞：櫻井敦司、作曲：今井寿

先行シングル「形而上 流星」のカップリング曲。シングルとはアレンジが異なる。
7. PHANTOM VOLTAIRE [4:19]
  - 作詞：櫻井敦司、作曲：今井寿

トラック1の「DADA DISCO -GJTHBKHTD-」の歌詞にもあった「キャバレー・ヴォルテール」というフレーズがこの楽曲にも登場する。
歌詞に「四半世紀」というフレーズが登場するが、当アルバム発売日である2014年6月4日のちょうど四半世紀前に当たる1989年6月4日は、中国にて天安門事件が勃発している。
8. SURVIVAL DANCE [3:33]
  - 作詞：櫻井敦司、作曲：星野英彦

サンバの要素を取り入れた楽曲であり、間奏ではサンバホイッスルが使用されている。
歌詞にある「地獄の季節」とは、フランスの詩人アルチュール・ランボーの詩集の名前である。
9. サタン [4:25]
  - 作詞：櫻井敦司、作曲：星野英彦
10. NOT FOUND [4:33]
  - 作詞・作曲：今井寿

歌詞にある「シュレーディンガーの猫」とは量子力学の問題点を突く思考実験のことである。
11. 世界は闇で満ちている [5:11]
  - 作詞・作曲：今井寿

今井によれば、「『闇』の暗く不安ないわゆる『悪いモノ』をイメージするか、その『悪いモノ』も含め、闇＝未知・・『可能性』と捉えるか、自分がどう感じ取るのかによってだいぶ変わってくる」という意味合いが込められている[4]。
森岡賢がピアノで参加している[5]。2016年6月に森岡が他界した際には、今井がブログ上にて森岡の名前は記載していないが、本曲のレコーディングで使用したピアノの画像と共に追悼のコメントを綴っている[6]。
12. ONCE UPON A TIME [4:49]
  - 作詞・作曲：今井寿
13. 無題 [5:35]
  - 作詞：櫻井敦司、作曲：今井寿
14. 形而上 流星 -metaform- [5:57]
  - 作詞：櫻井敦司、作曲：今井寿

先行シングル。シングルとはアレンジが異なる。

## 参加ミュージシャン
- 櫻井敦司 - ボーカル
- 今井寿 - ギター、エレクトロニクス、コーラス、ヴォックス
- 星野英彦 - ギター、コーラス
- 樋口豊 - ベース
- ヤガミトール - ドラムス

### サポートミュージシャン
- 横山和俊 - マニピュレート、シンセサイザー (#1・3 - 5・7・10 - 13)
- CUBE JUICE - シンセ・マニピュレート (#8・14)
- YOW-ROW (GARI) - マニピュレート、シンセサイザー (#2・6)
- 森岡賢 - ピアノ (#11)
- ハヤシヒロユキ (POLYSICS) - プログラミング (#1)
- 三代堅 - プログラミング (#9)